# 러시아 차세대 전투기
러시아 차세대 전투기는 러 군납업체 수호이사가 개발 중인 단발 엔진 전투기이다.

## 역사
2020년이 되도록 미국은 F-22와 F-35 스텔스기 시리즈를 상당량 실전배치하고 수출까지 성공적으로 해왔지만, 러시아는 SU-57 밖에 없으며 아직도 작전에 투입할정도의 운용 단계도 진입못한게 현실이다. 5세대 로우급 전력의 공백을 메우기 위해 차기 수호이 전투기를 개발하기 시작했다. 2020년 12월 대부분의 러시아 항공 우주 기업의 지주 회사인 로스텍은 유인 및 무인 버전 모두에서 새로운 단일 엔진 경량 "전투 항공 시스템"작업이 시작되었다고 주장했다. AL-31F 엔진, 무선 흡수 코팅제, 온보드 등 SU-57에서 사용되었던 기술 노하우들을 많이 적용할 것이라고 한다. 러시아의 군납업체 로스텍의 CEO는 "러시아 군대도 구매할 수도 있지만 주로 수출용이다."라고 입장을 밝혔다.
수호이와 미그사가 같이 전투기를 개발한다는 보도가 있었지만, 별개의 다른 두 신무기 프로젝트를 진행중인 것으로 밝혀졌다.

## 개요

### 생존성
러시아의 가장 최신 엔진 기술을 적용된 덕분에 지상 발사 대공 미사일을 회피하는 능력이 출중할 것이라고 밝혔다.

### 기동성
러 군납업체는 SU-57을 경량화한 성격의 기종이라고 표현했다.

### 6세대/5세대 여부
세계 열강들은 2030년대 안팎까지 6세대기를 내놓는다. MIG-41은 6세대기이나 차기 수호이기는 세대에 대해 밝혀진게 없다.

### 경쟁작
수호이 57기의 수출후보는 터키와 알제리가 거론됐었는데, 더 저렴하고 체급이 작은 신형 수호이는 GDP가 낮은 더 많은 나라들에게 수출될 수 있다. 러시아 무기 특유의 값싸고 만만한 장점은 대형기체인 수호이57에선 없었기 때문이다. 매체들은 경쟁작으로 동북아시아의 KF-21, FC-31등을 거론한다.

### 제원
- 최대이륙중량 : 18톤
- 추력 대 중량 비율 : 1 이상
- 엔진 : AL-31F 개량형 x 1
- 속력 : 마하 2+

## 같이 보기
- 미코얀 MiG-41
- 선양 J-31